# Emiliano Zapata
Emiliano Zapata Salazar (Anenecuilco, Morelos, 8 d'agost de 1879 – Chinameca, Morelos, 10 d'abril de 1919) fou un dirigent revolucionari mexicà, considerat figura prominent de la Revolució Mexicana que es va aixecar en armes contra del govern de Porfirio Díaz el 1910. És considerat un dels herois de Mèxic.
Des de 1909 Zapata era un dirigent dels camperols a Morelos, el seu estat natal. El 1911 es va convertir en el cap del moviment revolucionari del sud del país, demandant una reforma agrària radical ("la terra pertany a qui la treballa", va ser el seu lema).
Després de l'assassinat de Francisco I. Madero i la presa del poder per Victoriano Huerta, la lluita armada s'incrementà i Zapata es va convertir en un dels caps revolucionaris més importants, introduint reformes molt radicals a Morelos, raó per la qual va ser assassinat amb traïdoria, suposadament per ordres del nou president i promotor de la nova constitució, Venustiano Carranza. No obstant això, el seu llegat i moltes de les seves demandes a favor dels camperols van ser incorporades a la nova constitució, la qual establia el repartiment de la terra gratuïtament a tots els camperols com a dret constitucional i una reforma agrària.
Avui dia, l'Exèrcit Zapatista d'Alliberament Nacional, un moviment pro-indígena de l'estat de Chiapas, utilitza el nom del revolucionari, identificant-se amb la seva lluita a favor dels camperols.

## Curiositats
L'any 2000 el grup català Lax'n'Busto li va dedicar una cançó.